# Natural Breeze 〜KAHALA BEST 1998-2002〜
『Natural Breeze 〜KAHALA BEST 1998-2002〜』（ナチュラルブリーズ カハラ ベスト）は、日本の女性歌手、華原朋美の3作目のベスト・アルバム。

## 解説
- ワーナーミュージック・ジャパンに移籍後にリリースされた楽曲の中からシングルとタイアップされた楽曲を全て収録したベスト・アルバム。
- 小室哲哉プロデュース時代の楽曲は勿論、小室プロデュースから独立後にリリースされた楽曲も収録されている。
- このアルバムを携えて、同年2度目となるコンサートツアー「Natural Breeze」公演が全国各地で実施された（後述）。ジャケット写真はこのツアーパンフレット撮影時に撮影された一部の写真が使われている。
- 初回版のみQuick Timeで再生可能な「あきらめましょう」のPVが収録されている。
- 発売に伴い、4年間を振り返る“告白”CMが制作された。

## 収録曲
1. tumblin' dice
作詞・作曲・編曲：小室哲哉
11thシングル
シングルバージョンは、アルバム初収録。
  - JT「桃の天然水」CFソング
2. here we are
作詞・作曲・編曲：小室哲哉
12thシングル
シングルバージョンは、アルバム初収録。
  - TBS系金曜ドラマ『ランデヴー』主題歌
3. daily news
作詞・作曲・編曲：小室哲哉
13thシングル
  - JT「桃の天然水」CFソング
4. needs somebody's love
作詞・作曲・編曲：小室哲哉
3rdアルバム『nine cubes』収録曲
  - JT「桃の天然水」CFソング
5. as A person
作詞：華原朋美、作曲：菊池一仁、編曲：明石昌夫
14thシングル
シングルバージョンは、アルバム初収録。
  - 日本テレビ系『FUN』FUN'S RECOMMEND #006
6. be honest
作詞：華原朋美、作曲：菊池一仁、編曲：明石昌夫
15thシングル
シングルバージョンは、アルバム初収録。
7. Blue Sky
作詞：華原朋美、作曲：桑原秀明、編曲：明石昌夫
16thシングル（4thアルバム『One Fine Day』よりリカット）
  - THK・フジテレビ系ドラマ『女同士』主題歌
8. True Mind (Original mix)
作詞：華原朋美、作曲：星野靖彦、編曲：明石昌夫
16thシングルカップリング曲（4thアルバム『One Fine Day』よりリカット）
シングルバージョンは、アルバム初収録。
  - 2000SSAWS CMソング
9. Believe In Future 〜真夜中のシンデレラ〜
作詞：華原朋美、作曲：菊池一仁、編曲：本間昭光
17thシングル、本作でアルバム初収録。
  - よみうりテレビ・日本テレビ系『シンデレラは眠らない』エンディングテーマ
10. Never Say Never [Japanese version]
作詞・作曲：Andy Marvel・Billy Mann・Jennifer Paige、日本語詞：中山加奈子、編曲：Andy Marvel
18thシングル
11. PRECIOUS [Japanese version]
作詞：華原朋美・樋口侑、作曲：Vincent Degiorgio・Berny Cosgrove・Kevin Clark、編曲：斉藤仁
19thシングル
シングルバージョンは、アルバム初収録。
12. あなたのかけら
作詞：高柳恋、作曲:Vincent Degiorgio・Gary Carolla、編曲：斉藤仁
20thシングル
シングルバージョンは、アルバム初収録。
  - NHK金曜時代劇『五瓣の椿』エンディングテーマ
13. あきらめましょう
作詞：華原朋美・Gu Suyeon、作曲：木村充揮、編曲：TATOO
21stシングル、本作でアルバム初収録。
  - ポッカ缶コーヒー『FIRST DRIP BLACK』CMソング

## ライブツアー Tomomi Kahala Concert Tour 2002 "Natural Breeze"
本作を携えて、全国13箇所でコンサートを開催。初のダンスを取り入れるなど新しい試みも見られたが、映像化はされていない。
- 2002年8月4日　戸田市文化会館
- 2002年8月9日　愛知県勤労会館
- 2002年8月10日　富士市文化会館ロゼシアター
- 2002年8月18日　栃木県総合文化センター
- 2002年8月19日　宮城県民会館
- 2002年8月23日　神奈川県民ホール
- 2002年8月29日　大阪厚生年金会館
- 2002年8月31日　メルパルク福岡
- 2002年9月6日　東京厚生年金会館
- 2002年11月9日　赤穂市文化会館（追加公演）
- 2002年11月21日　焼津市文化センター（追加公演）
- 2002年11月24日　パストラルかぞ（追加公演）
- 2002年11月28日　竜ヶ崎市文化会館（追加公演）

### セットリスト
※はライブ初披露
1. PRECIOUS（album version）
2. daily news　※
3. tumblin' dice
4. Love Destiny　※
5. Love Again　※
6. I'm proud（full version）
7. ダンスメドレー
8. Believe In Future 〜真夜中のシンデレラ〜　※
9. as A person
10. my family
11. Never Say Never
12. あなたのかけら　※
13. あきらめましょう（夏公演のみ：アンコール）※当時の最新曲　/  未来色の星屑（追加公演のみ：アンコール）翌年CD化の新曲
14. I BELIEVE（アンコール）
15. here we are（アンコール）※